# Taxi (televíziós sorozat, 2014)
A Taxi (eredeti cím: Taxi Brooklyn) francia–amerikai televíziós filmsorozat, amely az 1998-ban bemutatott Taxi című film alapján készült. 
Franciaországban 2014. április 14-étől a TF1, az Amerikai Egyesült Államokban 2014. június 25-étől az NBC sugározta. Magyarországon 2014. szeptember 7-étől az RTL Klub tűzte műsorra.
2015. március 26-án, az első évadot követően levették a műsorról.

## Szereplők
| Szereplő         | Színész           | Magyar hang         |
| ---------------- | ----------------- | ------------------- |
| Caitlyn Sullivan | Chyler Leigh      | Huszárik Kata       |
| Leo Romba        | Jacky Ido         | Kálid Artúr         |
| John Baker       | James Colby       | Rosta Sándor        |
| Eddie Esposito   | José Zúńiga       | Petridisz Hrisztosz |
| Monica Pena      | Jennifer Esposito | Agócs Judit         |
| Gregg James      | Bill Heck         | Varga Gábor         |
| Frankie Sullivan | Ally Walker       | Farkasinszky Edit   |
| Ronnie           | Raul Casso        | Pálmai Szabolcs     |

## Epizódok
| Évad | Évad | Részek száma | Részek száma | Eredeti sugárzás | Eredeti sugárzás     | Eredeti adó | Magyar sugárzás     | Magyar sugárzás    | Magyar adó |
| Évad | Évad | Részek száma | Részek száma | Évadbemutató     | Évadzáró             | Eredeti adó | Évadbemutató        | Évadzáró           | Magyar adó |
| ---- | ---- | ------------ | ------------ | ---------------- | -------------------- | ----------- | ------------------- | ------------------ | ---------- |
|      | 1.   | 12           | 12           | 2014. június 25. | 2014. szeptember 10. | NBC         | 2014. szeptember 7. | 2015. augusztus 3. | Cool TV    |

### 1. évad (2014)
| Sor. | Év. | Cím                                    | Rendező         | Író | Premier                                 | Nézettség        | Gyártási szám |
| --- | --- | -------------------------------------- | --------------- | --- | --------------------------------------- | ---------------- | ------------- |
| 1. | 1.  | Rosszkor, rossz helyen (Pilot)         | Olivier Megaton | Tévéjáték: Gary Scott Thompson                                                                               | 2014. június 25. 2014. szeptember 7.    | 5,34 millió n.a. | 101           |
| Caitlyn egy bankrablás során letartóztatja a rablót szállító taxisofőrt, Leót. A francia férfiról kiderül, hogy valóban véletlenül vette fel utasként a rablót. Mivel Caitlynt eltiltják a vezetéstől, Leóra szorul, hogy elvégezhesse a munkáját. Ketten leplezik le a bankrablás értelmi szerzőit. |     |                                        |                 | |                                         |                  |               |
| 2. | 2.  | Az eltűnt aranyifjú (Brooklyn Heights) | Olivier Megaton | Tévéjáték: Gary Scott Thompson , Stephen Tolkin                                                              | 2014. július 2. 2014. szeptember 14.    | 5,24 millió n.a. | 102           |
| Cat egy nyomtalanul eltűnt fiú, Ian nyomába ered. Ian nagy bulizós aranyifjú hírében áll, s Cat a fiú utolsó hívásából megtudja, hol lehet. A helyszínre érve már csak a holttestét találják. Cat és Leo a gyilkossági ügy felderítésébe fognak, de az ügybe váratlanul az FBI is bekapcsolódik. Caték sem adják fel a nyomozást, sőt új társat is kapnak Cat exe személyében. |     |                                        |                 | |                                         |                  |               |
| 3. | 3.  | Keresd a nőt! (Cherchez les femmes)    | Frédéric Berthe | Tévéjáték: Franck Ollivier , Stephen Tolkin , Gary Scott Thompson Történet: Franck Ollivier , Stephen Tolkin | 2014. július 9. 2014. szeptember 21.    | 4,62 millió n.a. | 103           |
| Leo szeme láttára egy autóba tuszkolnak egy idős embert, akit nagyon megkedvelt. Hiába ered az emberrablók után, azok egérutat nyernek. Az idős férfit, aki holokauszt túlélő, holtan találják. A nyomozás során megtalálják a naplóját, amelyből az derül ki, hogy az öregúr romantikus találkákra járt. Már csak a nőket kell megtalálni. Cat találkozik egykori legjobb barátnőjével, Annabellával, akinek maffiavezér nagyapját Cat apja lőtte le. |     |                                        |                 | |                                         |                  |               |
| 4. | 4.  | A kis szemtanú (Precious Cargo)        | Frédéric Berthe | Andrea Stevens                                                                                               | 2014. július 16. 2014. szeptember 28.   | 4,73 millió n.a. | 104           |
| Egy sok gyermekes nevelőanya gyilkosság áldozata lesz. Férje épp üzleti úton van. A szociális munkások beviszik a rendőrségre a gyerekeket, de a gyermekek egyike sem beszél. A helyszínen a halottkém megállapítja, hogy a merénylet idején helyszínén az egyik gyerek is jelen volt, de Cat a faggatózással nem megy semmire. Az egyik gyerek megszökik, Cat és Leo utána erednek. |     |                                        |                 | |                                         |                  |               |
| 5. | 5.  | Hajtóvadászat (Ambush)                 | Alain Tasma     | Richard Sweren                                                                                               | 2014. július 23. 2014. október 5.       | 5,60 millió n.a. | 105           |
| Megtámadnak egy rabszállító autót, a foglyok nagy része megszökik, de néhány rabot a sofőrrel együtt megölnek. Cat rájön, hogy a rabszállítóban utazott apja meggyilkolásának egyetlen szemtanúja, egy fiatal lány. Leóval megpróbálják felkutatni a szökevényeket, még mielőtt egyenként végeznek velük. A szemtanút sikerül megtalálniuk, és Ellie elárulja, hogy apja meggyilkolásához feltehetően egy rendőrnek is köze van, mert a helyszínről egy szirénázó rendőrautó távozott. Cat összehoz egy randit anyjának Baker századossal. Nem sejti, hogy ők titokban már randiznak. |     |                                        |                 | |                                         |                  |               |
| 6. | 6.  | A szerelem fáj (Love Hurts)            | Alain Tasma     | Franck Ollivier                                                                                              | 2014. július 30. 2014. október 19.      | 5,25 millió n.a. | 106           |
| Cat korábban elkapott egy sorozatgyilkost, akit csak a Slope parki szatírként emlegetnek, és most a férfi feleségét holtan találják. Az elkövetés módja megegyezik a korábbi gyilkosságokéval, de a tettes börtönben van. Catet megviseli az ügy, mert annak idején kis híja volt, hogy a sorozatgyilkos vele is végezzen. Így csak úgy vállalja a nyomozást, ha főnöke megengedi, hogy Leo mindvégig mellette legyen. Hamarosan kiderül, hogy a gyilkos épp Catre vadászik. |     |                                        |                 | |                                         |                  |               |
| 7. | 7.  | A fekete özvegy (Black Widow)          | David Morley    | James Kee , David Bradley Halls                                                                              | 2014. augusztus 6. 2014. október 26.    | 5,23 millió n.a. | 107           |
| Három férfit találnak holtan, rejtélyes körülmények között gyilkolták meg őket. Mivel a férfiak többé-kevésbé hasonlítanak külsőleg egymásra, arra tippelnek, hogy egy úgynevezett fekete özvegy lehet az elkövető, aki előbb behálózza a párját, majd kegyetlenül megöli. Már csak egy férfi szükséges, hogy lépre csalják a fekete özvegyet. Leo kapja ezt az életveszélyes szerepet, ő lesz a csalétek. |     |                                        |                 | |                                         |                  |               |
| 8. | 8.  | Terrorveszély (Deadline Brooklyn)      | David Morley    | Steve Cochrane                                                                                               | 2014. augusztus 13. 2014. november 2.   | 4,94 millió n.a. | 108           |
| Cat és Leo holttestet találnak egy utcai kukában, legalábbis elsőre halottnak tűnik, ám amikor Cat hozzáér, hörögve életre kel. Leónak meggyőződése, hogy a férfi zombi, és hamarosan itt a zombi apokalipszis. A férfi összefüggéstelenül beszél, és Pena a laborban megállapítja, hogy vegyi fegyver hatásának volt kitéve. Az összefüggéstelen mondataiban egy pontos időt is említ, amiből arra következtetnek, valaki terrorcselekményt akar végrehajtani. |     |                                        |                 | |                                         |                  |               |
| 9. | 9.  | Az álca (Double Identity)              | Frédéric Berthe | Luc Besson                                                                                                   | 2014. augusztus 20. 2014. november 9.   | 4,60 millió n.a. | 109           |
| Leo és Frankie szeme láttára lelőnek egy lányt, akit Frankie történetesen ismer, mert a házukban dolgozik házvezetőnőként, és úgy tudja, Venezuelából jött. Fernanda látszólag teljesen átlagos lány, a merénylet értelmetlennek tűnik. Cat és Leo kiderítik, hogy a lány egyáltalán nem az, akinek mondja magát. Szüleit, akik kormányellenes aktivisták voltak El Salvadorban, felrobbantották az autójukban, öccse eltűnt. Fernanda valójában rendőr, és megtudta, ki az, aki elrabolta öccsét, majd elérkezettnek látta az időt, hogy bosszút álljon érte.                        |     |                                        |                 | |                                         |                  |               |
| 10. | 10. | Áramszünet (The Longest Night)         | Frédéric Berthe | Luc Besson                                                                                                   | 2014. augusztus 27. 2014. július 20.    | 4,42 millió n.a. | 110           |
| Egy áramszünet miatt fél Brooklyn sötétségbe borul. Cat tudja, hogy nem lesz könnyű éjszakájuk, ilyenkor a bűnözők kihasználják a teljes sötétség előnyeit. Cat letartóztatja Styxet, az egyik banda tagját. Styx az őrsön fegyvert szerez, és lelő két rendőrt. Cat biztos benne, hogy valaki segíti. A banda a sötétség leple alatt megrohamozza az őrsöt. |     |                                        |                 | |                                         |                  |               |
| 11. | 11. | A szállító (Frenchmen Can't Jump)      | Gérard Krawczyk | Luc Besson                                                                                                   | 2014. szeptember 3. 2014. július 27.    | 5,26 millió n.a. | 111           |
| Cat és Leo szeme láttára lőnek le egy motoros futárt. A címzett, akinek a csomagot szállította, eltűnt. A rendőrök arra gyanakszanak, hogy drogügylet lehet a háttérben. Végül előkerül Mario, a címzett is, aki a kihallgatásán több verziót ad elő. Catnek gyanús, hogy a Capella család ügyvédje teszi le az óvadékot. Mariót hamarosan holtan találják. |     |                                        |                 | |                                         |                  |               |
| 12. | 12. | Tőrbecsalva (Revenge)                  | Gérard Krawczyk | Luc Besson                                                                                                   | 2014. szeptember 10. 2014. augusztus 3. | 5,12 millió n.a. | 112           |
| Cat épp lesben állva Luke Capellát figyeli, amikor Gregg segítséget kér. Amint Cat a lakásba ér, Giadát holtan találja az ágyban, az összekarmolt Gregg pedig értetlenül hajtogatja, hogy nem tudja, mi történt. Luke Capellát meggyilkolják, és minden nyom Gregghez vezet. Leo felesége és a kis Nico megérkeznek Franciaországból, de a reptéren elrabolják őket, Ronnie-t pedig leszúrják. |     |                                        |                 | |                                         |                  |               |